# U-1203
U-1203 – niemiecki okręt podwodny (U-Boot) typu VII C z okresu II wojny światowej. Okręt wszedł do służby w 1944 roku.

## Historia
Wcielony do 8. Flotylli U-Bootów celem szkolenia załogi, od grudnia 1944 roku w 11. Flotylli jako jednostka bojowa.
Odbył jeden patrol bojowy, podczas którego zatopił jeden okręt pomocniczy – trawler ZOP HMS „Ellesmere” (580 BRT).
Poddany 9 maja 1945 roku w Trondheim (Norwegia), przebazowany 29 maja 1945 roku do Loch Ryan(?) (Szkocja). Zatopiony 8 grudnia 1945 roku podczas operacji Deadlight.